# Ганешти (Јаши)
Ганешти (рум. Gănești) насеље је у Румунији у округу Јаши у општини Јон Некулче. Oпштина се налази на надморској висини од 105 m.

## Становништво
Према подацима из 2002. године у насељу је живело 814 становника, од којих су сви румунске националности.